# 白糖

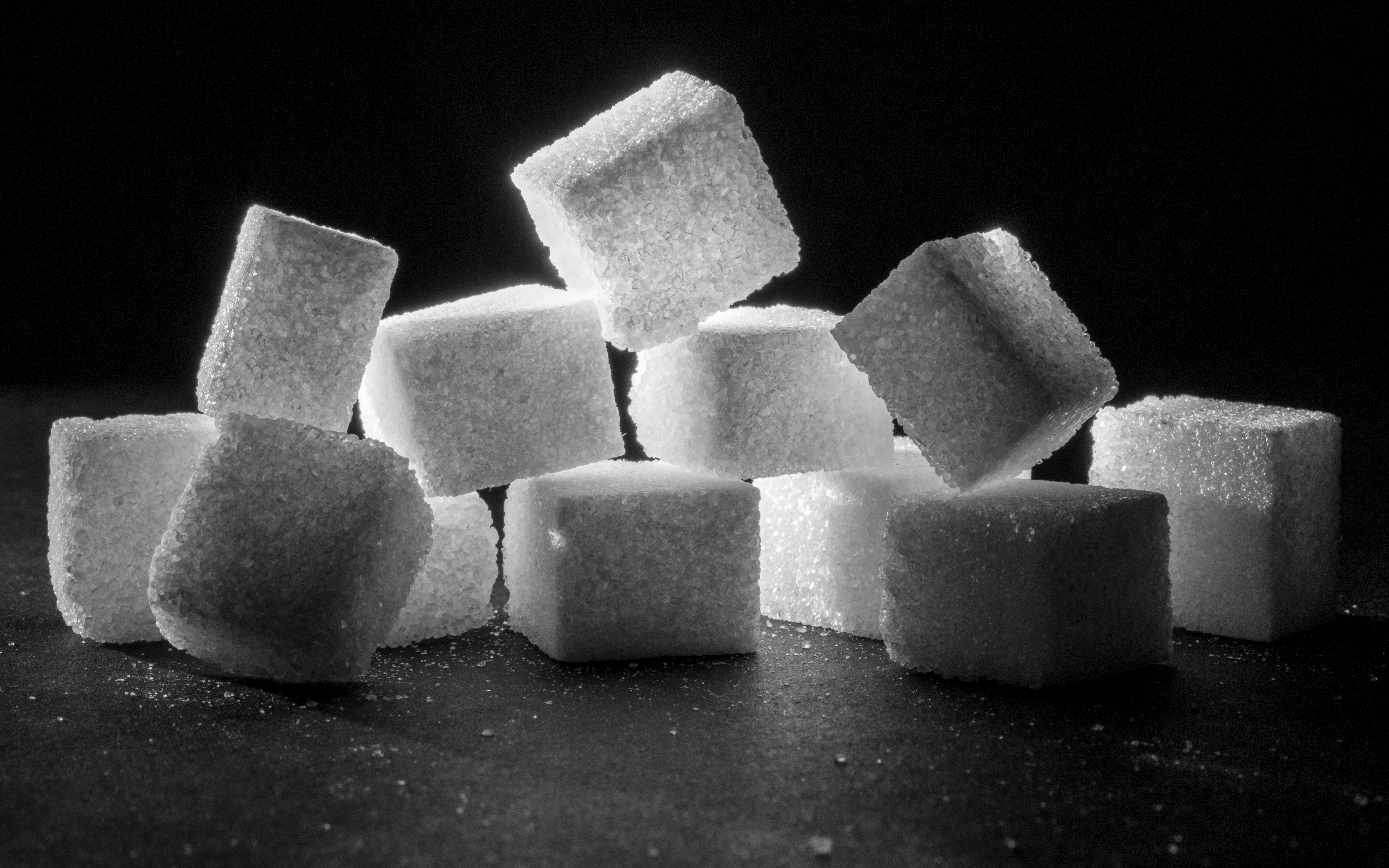
白方糖

白糖是最廣泛使用的一種糖，含蔗糖95%以上的结晶体，比绵白糖含水率低，结晶颗粒较大，經過精煉及漂白而製成，是一种常用的调味品，也是最常用的甜味剂，日常生活所指的「砂糖」通常指傳統無脫色工序的棕色砂糖或稱赤砂糖。

## 種類
例如：從蔗糖中提煉出來的白糖，其糖度比是99.6%以上。是指原料蔗糖經溶解去雜質及多次結晶煉製而成的高純度白糖。

## 营养价值
白砂糖中含有葡萄糖、果糖、碳水化合物，还含有钙、钾、钠、镁、铁、锌、铜等矿物元素。

## 生产
以亞硫酸法生產的白糖會含有少量硫，且在潔白度和產糖率方面比碳酸法差，但因其工序流程較短，設備較少，又比較節省澄清劑，所以中國大陸大多數糖廠仍選擇使用亞硫酸法製糖。台灣大多採用膜過濾和離子交換技術生產蔗糖，成品不含硫，在國際市場上競爭力強。

### 品質标准

#### 中国大陆
国标《GB13104-2014 食品安全国家标准 食糖》分类将白砂糖定义为去除了糖汁的小颗粒结晶，而关于白砂糖等级的划分，最重要的两个指标是蔗糖含量和二氧化硫残留。优级白砂糖相对一、二级品含硫机率低。

## 醫療用途
- 由于白糖吸水效应，洁净的白糖可杀菌，因此有促进伤口愈合的作用。但是研究显示其效果明显差于蜂蜜[5]。

## 另見
- 糖